# Georg Franz-Willing
Georg Franz-Willing (* 11. März 1915 in Willing; † September 2008 in Überlingen) war ein deutscher Historiker. Er wird zumeist der geschichtsrevisionistischen Richtung zugerechnet.

## Leben
Nach dem Besuch des Humanistischen Gymnasiums Rosenheim und dem Abitur 1935 leistete Franz-Willing in den Jahren 1935/36 seinen Wehrdienst ab.  Anschließend studierte er an der Universität München Geschichte, Geographie, Anthropologie, Volkskunde, Philosophie sowie Staats- und Völkerrecht. Während des Zweiten Weltkriegs nahm er als Soldat am Westfeldzug und am Deutsch-Sowjetischen Krieg teil. Während einiger Studienurlaube promovierte er 1942/43 bei Karl Alexander von Müller mit einer Arbeit über Erzherzog Franz Ferdinand und den von diesem in den Jahren vor dem Ersten Weltkrieg entwickelten Plänen, das Habsburger Reich auf Basis des sogenannten Trialismus zu reformieren. Nach dem Krieg arbeitete er zunächst als wissenschaftlicher Mitarbeiter an verschiedenen Instituten. Franz Schnabel soll ihm als einem Schüler Müllers die Habilitation verweigert haben.
Daraufhin arbeitete Franz-Willing zunächst als Erzieher am „Studienseminar Albertinum“ in München. Von 1960 bis 1978 war er ziviler Angestellter bei der Bundeswehr. Zunächst unterrichtete er Staatsbürgerkunde an der Offizierschule der Marine in Flensburg-Mürwik, dann wechselte er als Historiker an das Militärgeschichtliche Forschungsamt (MGFA) in Freiburg im Breisgau. 1978 trat er in den Ruhestand und wohnte seitdem in Hödingen am Bodensee.

## Rechtsextreme Publikationen
Franz-Willing publizierte bereits während seiner Zeit am MGFA in den rechtsextremen Deutschen Annalen sowie später in den Deutschen Monatsheften, Nation Europa und der von der HIAG herausgegebenen SS-Veteranenzeitschrift Der Freiwillige. Er hielt regelmäßig Vorträge bei der Gesellschaft für freie Publizistik und war unter anderem Referent beim holocaustleugnenden Institute for Historical Review (IHR), wo er auch im Herausgeberkreis der Zeitschrift saß und in ihr publizierte. Er publizierte überwiegend in rechtsextremen Verlagen wie der Deutschen Verlagsgesellschaft, dem Druffel-Verlag, dem Grabert-Verlag, dem K.W.Schütz-Verlag, dem  Nation Europa-Verlag und dem Hohenrain-Verlag. Für Bücher von Adolf von Thadden und Alain de Benoist schrieb er Vorworte, mit von Thadden und Hans-Ulrich Kopp auch gemeinsam Bücher.
Seine frühen Arbeiten zur Geschichte der NSDAP wurden von Historikern gelegentlich unter Hinweis auf „schwere Mängel“ als Materialquelle genutzt; eine Übernahme seiner Wertungen wird aber aufgrund der „Nähe zum Rechtsextremismus“ bzw. „apologetischen Tendenz“ vermieden.

## Schriften

### AlsGeorg Franz
- Erzherzog Franz Ferdinand und die Pläne zur Reform der Habsburger Monarchie. R.M. Rohrer, Brünn 1943.
- Kulturkampf. Staat und Katholische Kirche in Mitteleuropa von der Säkularisation bis zum Abschluss des preussischen Kulturkampfes. D. W. Callwey, München 1954.
- Liberalismus. Die deutschliberale Bewegung in der habsburgischen Monarchie. G.D.W. Callwey, München 1955.
- Über die Ursachen der Militäropposition. In: Wehrwissenschaftliche Rundschau / Arbeitskreis für Wehrforschung. 1957.

### AlsGeorg Franz-Willing
- Die Hitlerbewegung. Der Ursprung, 1919–1922. R. v. Decker’s Verlag G. Schenck, Hamburg 1962.
- Die Bayerische Vatikangesandtschaft, 1803–1934. Ehrenwirth, München 1965.
- mit Karl Mayr-Deisinger: Die Politik Maximilians I. von Bayern und seiner Verbündeten 1618–1651. Oldenbourg/Beck, München 1966.
- Kulturkampf gestern und heute. Eine Säkularbetrachtung 1871–1971. G.D.W. Callwey, München 1971, ISBN 3-7667-0200-9.
- Ursprung der Hitlerbewegung, 1919–1922. 2. Auflage. Schütz, Preußisch Oldendorf 1974, ISBN 3-87725-071-8.
- Krisenjahr der Hitlerbewegung. 1923. 1. Auflage. Schütz, Preußisch Oldendorf 1975, ISBN 3-87725-078-5.
- Neueste Geschichte Chinas. 1840 bis zur Gegenwart. Schöningh, Paderborn 1975, ISBN 3-506-77435-2.
- Putsch und Verbotszeit der Hitlerbewegung. November 1923 – Februar 1925. K. W. Schütz, Preußisch Oldendorf 1977, ISBN 3-87725-085-8.
- Der weltgeschichtliche Aufstieg der Vereinigten Staaten von Amerika durch die Entscheidung des Bürgerkrieges von 1861–1865. Biblio Verl, Osnabrück 1979, ISBN 3-7648-1188-9.
- Der Zweite Weltkrieg. Ursachen und Anlaß. 2. Auflage. Druffel, Leoni am Starnberger See 1979, ISBN 3-8061-0960-5.
- 1933, die nationale Erhebung. Druffel-Verlag, Leoni am Starnberger See 1982, ISBN 3-8061-1021-2.
- Die Reichskanzlei, 1933–1945. Rolle und Bedeutung unter der Regierung Hitler. Grabert, Tübingen 1984, ISBN 3-87847-073-8.
- „Bin ich schuldig?“ Leben und Wirken des Reichsstudentenführers und Gauleiters Dr. Gustav Adolf Scheel, 1907–1979 – eine Biographie. Druffel-Verl, Leoni am Starnberger See 1987, ISBN 3-8061-1053-0.
- Die technische Revolution im 19. Jahrhundert. Der Übergang zur industriellen Lebensweise. Hohenrain-Verlag, Tübingen 1988, ISBN 3-89180-016-9.
- Umerziehung. Die De-Nationalisierung besiegter Völker im 20. Jahrhundert. 1. Auflage. Nation Europa, Coburg 1991, ISBN 3-920677-03-X.
- mit Adolf von Thadden: Roosevelt. Er wollte den großen Krieg. Deutsche Verlagsgesellschaft, Rosenheim 1991, ISBN 3-920722-04-3.
- Kriegsschuldfrage der beiden Weltkriege. Dt. Verl.-Ges, Rosenheim 1992, ISBN 3-920722-08-6.
- Vergangenheitsbewältigung. Bundesrepublikanischer Nationalmasochismus. 1. Auflage. Nation-Europa-Verl, Coburg 1992, ISBN 3-920677-05-6.
- Umsturz 1933. Versuch einer Lösung der abendländischen Krise. Dt. Verl.-Ges, Rosenheim 1993, ISBN 3-920722-14-0.
- Die Finanzierung der Novemberrevolution 1918. Mit besonderer Berücksichtigung Bayerns. Dt. Verl.-Ges, Preußisch Oldendorf 1999, ISBN 3-920722-60-4.
- mit Hans-Ulrich Kopp: Von den Germanen zu den Staufern. Glanz und Dramatik früher deutscher Geschichte. Deutsche Verlagsgesellschaft, Preußisch Oldendorf 2001, ISBN 3-920722-67-1.
- Die Hitler-Bewegung 1925 bis 1934. Deutsche Verlagsgesellschaft, Preußisch Oldendorf 2001, ISBN 3-920722-64-7.